# Nicolò Rasmo
Nicolò Rasmo (Trento, 6 luglio 1909 – Bolzano, 5 dicembre 1986) è stato uno storico dell'arte italiano.

## Biografia
Rasmo si laureò in storia dell'arte medievale all'università di Firenze nel 1933, con una tesi sul Castello del Buonconsiglio; relatore era Mario Salmi.
Nel 1939 divenne ispettore della Soprintendenza ai Monumenti e alle Gallerie di Trento, che guidò poi dal 1960 al 1971 come titolare e da allora fino al 1974 come Soprintendente e direttore del museo del Castello del Buonconsiglio. Dal 1939 al 1980 diresse inoltre, per quarant'anni, il Museo Civico di Bolzano la cui trasformazione in Museo dell'Alto Adige secondo i dettami del regime fascista fu da lui attivamente supportata. Inoltre concorse in modo prominente alla pubblicazione ufficiale ed apologetica Alto Adige: alcuni documenti del passato, promossa dal prefetto fascista di Bolzano, Agostino Podestà, e uscita a Bergamo in tre volumi nel 1942. Nel contesto delle Opzioni in Alto Adige si oppose invece strenuamente alla divisione dei beni culturali e artistici conservati presso il Museo civico ostacolando il loro trasferimento nel Terzo Reich.
Nel 1954, Rasmo criticò aspramente la prassi di italianizzare, in base all'operato di Ettore Tolomei, la toponomastica dell'Alto Adige, affermando che “sotto il velo pseudo-scientifico di un ritorno dei nomi alla loro forma originaria si gabellò, da parte di elementi che non appartengono al campo della cultura, ma piuttosto a quello di un deteriore politicismo, un'arbitraria traduzione e spesso una fantastica invenzione di nuovi nomi con cui si volle sostituire qualsiasi denominazione precedente, sia che riguardasse una città o un paese o un castello o una singola casa o un campo.”
La sua bibliografia è molto corposa, e conta oltre 500 titoli, ed è stata raccolta e pubblicata da Silvia Spada Pintarelli. Le tematiche più frequenti nei suoi scritti sono l'arte medievale e quella settecentesca.
Fu inoltre promotore di molti interventi di restauro, che seguì e diresse direttamente.
A lui, sia Trento che Bolzano hanno dedicato rispettivamente una piazza e una via, entrambi nel quartiere Casanova-Kaiserau. Il comune di Bolzano gestisce inoltre una fondazione che porta il nome di Rasmo e della sua assistente Adelheid von Zallinger-Thurn, che raccoglie documenti, appunti di studio, le biblioteche e la documentazione fotografica raccolta dai due storici dell'arte, materiale conservato presso l'Archivio Storico della Città di Bolzano.